# Medetera currani
Medetera currani är en tvåvingeart som beskrevs av Octave Parent 1931. Medetera currani ingår i släktet Medetera och familjen styltflugor. Inga underarter finns listade i Catalogue of Life.